# Cyanella lutea
Cyanella lutea là một loài thực vật có hoa trong họ Tecophilaeaceae. Loài này được L.f. mô tả khoa học đầu tiên năm 1782.